# Sandon Stolle
Sandon Stolle (* 13. Juli 1970 in Sydney) ist ein ehemaliger australischer Tennisspieler. Er ist der Sohn des Tennisspielers Fred Stolle.

## Karriere
Er gewann in seiner Karriere 22 Doppeltitel, zudem konnte er 29 weitere Endspiele in Doppelkonkurrenzen erreichen. Sein größter Erfolg war der Triumph bei den US Open im Jahr 1998 an der Seite von Cyril Suk. 1995 bei den US Open sowie 2000 bei den French Open und in Wimbledon stand er weitere drei Male in einem Grand-Slam-Finale, die er mit verschiedenen Partnern jeweils gegen das Duo Todd Woodbridge und Mark Woodforde verlor. Im Einzel erreichte er sein einziges Endspiel 1996 beim ATP-Turnier in Nottingham.
Stolle erreichte seine höchste Einzelplatzierung in der ATP-Weltrangliste im Jahr 1997 mit Rang 50, im Doppel war er im März 2001 die Nummer 2 der Welt. Er beendete seine Karriere Anfang 2003 im Anschluss an die Australian Open.

## Erfolge
| Legende (Siege in Klammern)                          |
| Grand Slam (1)                                       |
| Tennis Masters Cup                                   |
| ATP Masters Series ATP World Tour Masters 1000 (4)   |
| ATP International Series Gold ATP World Tour 500 (4) |
| ATP International Series ATP World Tour 250 (13)     |

| Titel nach Belag |
| Hartplatz (16)   |
| Sand (0)         |
| Rasen (2)        |
| Teppich (4)      |

### Doppel

#### Turniersiege
| Nr. | Datum              | Turnier      | Belag         | Partner           | Finalgegner                         | Ergebnis      |
| --- | ------------------ | ------------ | ------------- | ----------------- | ----------------------------------- | ------------- |
| 1.  | 26. Oktober 1992   | Taipeh       | Teppich (i)   | John Fitzgerald   | Patrick Baur Christo van Rensburg   | 7:6, 6:2      |
| 2.  | 18. Januar 1993    | Sydney (1)   | Hartplatz     | Jason Stoltenberg | Luke Jensen Murphy Jensen           | 6:3, 6:4      |
| 3.  | 18. Januar 1994    | Sydney (2)   | Hartplatz     | Darren Cahill     | Mark Kratzmann Laurie Warder        | 6:1, 7:6      |
| 4.  | 4. April 1994      | Osaka        | Hartplatz     | Martin Damm       | David Adams Andrei Olchowski        | 6:4, 6:4      |
| 5.  | 15. August 1994    | Cincinnati   | Hartplatz     | Alex O’Brien      | Wayne Ferreira Mark Kratzmann       | 7:6, 3:6, 6:3 |
| 6.  | 21. Oktober 1996   | Ostrava      | Teppich (i)   | Cyril Suk         | Ján Krošlák Karol Kučera            | 7:6, 6:3      |
| 7.  | 13. Juli 1998      | Newport      | Rasen         | Doug Flach        | Scott Draper Jason Stoltenberg      | 6:2, 4:6, 7:6 |
| 8.  | 3. August 1998     | Los Angeles  | Hartplatz     | Patrick Rafter    | Jeff Tarango Daniel Vacek           | 6:4, 6:4      |
| 9.  | 14. September 1998 | US Open      | Hartplatz     | Cyril Suk         | Mark Knowles Daniel Nestor          | 4:6, 7:6, 6:2 |
| 10. | 15. Februar 1999   | Dubai (1)    | Hartplatz     | Wayne Black       | David Adams John-Laffnie de Jager   | 4:6, 6:1, 6:4 |
| 11. | 15. März 1999      | Indian Wells | Hartplatz     | Wayne Black       | Ellis Ferreira Rick Leach           | 6:3, 6:4      |
| 12. | 29. März 1999      | Miami        | Hartplatz     | Wayne Black       | Boris Becker Jan-Michael Gambill    | 6:4, 7:6      |
| 13. | 18. Oktober 1999   | Wien (1)     | Hartplatz (i) | David Prinosil    | Piet Norval Kevin Ullyett           | 6:3, 6:4      |
| 14. | 31. Juli 2000      | Los Angeles  | Hartplatz     | Paul Kilderry     | Jan-Michael Gambill Scott Humphries | w. o.         |
| 15. | 21. August 2000    | Indianapolis | Hartplatz     | Lleyton Hewitt    | Jonas Björkman Maks Mirny           | 7:6, 4:6, 7:6 |
| 16. | 13. November 2000  | Lyon         | Teppich (i)   | Paul Haarhuis     | Ivan Ljubičić Jack Waite            | 6:1, 6:7, 7:6 |
| 17. | 15. Januar 2001    | Sydney (3)   | Hartplatz     | Daniel Nestor     | Jonas Björkman Todd Woodbridge      | 2:6, 7:6, 7:6 |
| 18. | 5. März 2001       | Dubai (2)    | Hartplatz     | Joshua Eagle      | Daniel Nestor Nenad Zimonjić        | 6:4, 6:4      |
| 19. | 18. Juni 2001      | Halle        | Rasen         | Daniel Nestor     | Maks Mirny Patrick Rafter           | 6:4, 6:7, 6:1 |
| 20. | 8. Oktober 2001    | Moskau       | Teppich (i)   | Maks Mirny        | Mahesh Bhupathi Jeff Tarango        | 6:3, 6:0      |
| 21. | 22. Oktober 2001   | Stuttgart    | Hartplatz (i) | Maks Mirny        | Ellis Ferreira Jeff Tarango         | 7:6, 6:3      |
| 22. | 14. Oktober 2002   | Wien (2)     | Hartplatz (i) | Joshua Eagle      | Jiří Novák Radek Štěpánek           | 6:4, 6:3      |

#### Finalteilnahmen
| Nr. | Datum              | Turnier          | Belag         | Partner           | Finalgegner                         | Ergebnis          |
| --- | ------------------ | ---------------- | ------------- | ----------------- | ----------------------------------- | ----------------- |
| 1.  | 1. März 1993       | Scottsdale       | Hartplatz     | Luke Jensen       | Mark Keil Dave Randall              | 5:7, 4:6          |
| 2.  | 19. April 1993     | Hongkong         | Hartplatz     | Jason Stoltenberg | David Wheaton Todd Woodbridge       | 1:6, 3:6          |
| 3.  | 28. Februar 1994   | Scottsdale       | Hartplatz     | Alex O’Brien      | Jan Apell Ken Flach                 | 0:6, 4:6          |
| 4.  | 13. Februar 1995   | San José         | Hartplatz (i) | Alex O’Brien      | Jim Grabb Patrick McEnroe           | 6:3, 5:7, 0:6     |
| 5.  | 15. Mai 1995       | Pinehurst        | Sand          | Alex O’Brien      | Todd Woodbridge Mark Woodforde      | 2:6, 4:6          |
| 6.  | 31. Juli 1995      | Montreal         | Hartplatz     | Brian MacPhie     | Jewgeni Kafelnikow Andrei Olchowski | 4:6, 4:6          |
| 7.  | 11. September 1995 | US Open          | Hartplatz     | Alex O’Brien      | Todd Woodbridge Mark Woodforde      | 3:6, 3:6          |
| 8.  | 15. Januar 1996    | Sydney           | Hartplatz     | Patrick McEnroe   | Ellis Ferreira Jan Siemerink        | 7:5, 4:6, 1:6     |
| 9.  | 15. April 1996     | Neu-Delhi        | Hartplatz     | Byron Black       | Jonas Björkman Nicklas Kulti        | 6:4, 4:6, 4:6     |
| 10. | 12. August 1996    | Cincinnati       | Hartplatz     | Cyril Suk         | Mark Knowles Daniel Nestor          | 2:6, 5:7          |
| 11. | 17. Februar 1997   | Dubai            | Hartplatz     | Cyril Suk         | Sander Groen Goran Ivanišević       | 6:7, 3:6          |
| 12. | 24. Februar 1997   | Antwerpen        | Hartplatz (i) | Cyril Suk         | David Adams Olivier Delaître        | 6:3, 2:6, 1:6     |
| 13. | 16. Juni 1997      | Queen’s Club     | Rasen         | Cyril Suk         | Mark Philippoussis Patrick Rafter   | 4:6, 5:7          |
| 14. | 8. März 1999       | Scottsdale       | Hartplatz     | Mark Knowles      | Justin Gimelstob Richey Reneberg    | 4:6, 7:6, 3:6     |
| 15. | 25. Oktober 1999   | Lyon             | Teppich (i)   | Wayne Ferreira    | Piet Norval Kevin Ullyett           | 6:4, 6:7, 6:7     |
| 16. | 10. Januar 2000    | Adelaide         | Hartplatz     | Lleyton Hewitt    | Todd Woodbridge Mark Woodforde      | 4:6, 2:6          |
| 17. | 17. Januar 2000    | Sydney           | Hartplatz     | Lleyton Hewitt    | Todd Woodbridge Mark Woodforde      | 5:7, 4:6          |
| 18. | 20. März 2000      | Indian Wells     | Hartplatz     | Paul Haarhuis     | Alex O’Brien Jared Palmer           | 4:6, 6:75         |
| 19. | 24. April 2000     | Monte Carlo      | Sand          | Paul Haarhuis     | Wayne Ferreira Jewgewni Kafelnikow  | 3:6, 6:2, 1:6     |
| 20. | 1. Mai 2000        | Barcelona        | Sand          | Paul Haarhuis     | Nicklas Kulti Mikael Tillström      | 6:7, 3:6          |
| 21. | 22. Mai 2000       | Hamburg          | Sand          | Wayne Arthurs     | Todd Woodbridge Mark Woodforde      | 5:7, 4:6          |
| 22. | 12. Juni 2000      | French Open      | Sand          | Paul Haarhuis     | Todd Woodbridge Mark Woodforde      | 6:79, 4:6         |
| 23. | 26. Juni 2000      | ’s-Hertogenbosch | Rasen         | Paul Haarhuis     | Martin Damm Cyril Suk               | 4:6, 7:6, 6:7     |
| 24. | 10. Juli 2000      | Wimbledon        | Rasen         | Paul Haarhuis     | Todd Woodbridge Mark Woodforde      | 3:6, 4:6, 1:6     |
| 25. | 14. Mai 2001       | Rom              | Sand          | Daniel Nestor     | Wayne Ferreira Jewgewni Kafelnikow  | 4:6, 6:7          |
| 26. | 21. Mai 2001       | Hamburg          | Sand          | Daniel Nestor     | Jonas Björkman Todd Woodbridge      | 6:7, 6:3, 3:6     |
| 27. | 14. Januar 2002    | Sydney           | Hartplatz     | Joshua Eagle      | Donald Johnson Jared Palmer         | 4:6, 4:6          |
| 28. | 4. März 2002       | Dubai            | Hartplatz     | Joshua Eagle      | Mark Knowles Daniel Nestor          | 6:3, 3:6, [11:13] |
| 29. | 7. Oktober 2002    | Moskau           | Teppich (i)   | Joshua Eagle      | Roger Federer Maks Mirny            | 4:6, 6:7          |

## Abschneiden bei bedeutenden Turnieren

### Doppel
Die Tabelle listet die Ergebnisse der Grand-Slam-Turniere, der ATP Finals, der Olympischen Spiele, des Davis Cups und der Masters-Turniere auf.
| Turnier           | 2003 | 2002 | 2001 | 2000 | 1999 | 1998 | 1997 | 1996 | 1995 | 1994 | 1993 | 1992 | 1991 | Karriere |
| ----------------- | ---- | ---- | ---- | ---- | ---- | ---- | ---- | ---- | ---- | ---- | ---- | ---- | ---- | -------- |
| Australian Open   | 1    | AF   | VF   | AF   | AF   | AF   | 2    | 2    | 1    | 1    | 1    | 2    | 2    | 1 × VF   |
| French Open       | —    | 2    | AF   | F    | AF   | 1    | 1    | 2    | 2    | —    | 1    | 1    | —    | 1 × F    |
| Wimbledon         | —    | AF   | 2    | F    | VF   | AF   | AF   | 2    | AF   | 2    | 1    | 1    | —    | 1 × F    |
| US Open           | —    | 1    | HF   | VF   | VF   | S    | —    | 2    | F    | AF   | 1    | 1    | —    | 1 × S    |
| ATP Finals        | —    | —    | —    | RR   | HF   | RR   | —    | —    | —    | —    | —    | —    | —    | 1 × HF   |
| Indian Wells      | —    | VF   | 1    | F    | S    | VF   | 1    | 1    | AF   | 1    | —    | —    | —    | 1 × S    |
| Miami             | —    | VF   | 2    | VF   | —    | VF   | AF   | VF   | AF   | 2    | VF   | —    | 1    | 5 × VF   |
| Monte Carlo       | —    | 1    | —    | F    | —    | —    | —    | —    | —    | —    | —    | —    | —    | 1 × F    |
| Madrid            | —    | AF   |      |      |      |      |      |      |      |      |      |      |      | 1 × AF   |
| Rom               | —    | HF   | F    | VF   | 1    | AF   | HF   | —    | —    | —    | —    | —    | —    | 1 × F    |
| Hamburg           | —    | VF   | F    | F    | —    | —    | —    | —    | —    | —    | —    | —    | —    | 2 × F    |
| Kanada            | —    | HF   | 1    | —    | AF   | VF   | AF   | —    | F    | —    | —    | VF   | —    | 1 × F    |
| Cincinnati        | —    | VF   | 1    | VF   | VF   | AF   | —    | F    | AF   | S    | VF   | —    | —    | 1 × S    |
| Stockholm         |      |      |      |      |      |      |      |      |      | VF   | —    | —    | —    | 1 × VF   |
| Essen             |      |      |      |      |      |      |      |      | 1    |      |      |      |      | 1 × 1R   |
| Stuttgart         |      |      | S    | AF   | AF   | AF   | —    | AF   |      |      |      |      |      | 1 × S    |
| Paris             | —    | AF   | VF   | —    | AF   | VF   | —    | 1    | 1    | VF   | —    | —    | —    | 3 × VF   |
| Olympische Spiele |      |      |      | —    |      |      |      | —    |      |      |      | —    |      | —        |
| Davis Cup         | —    | —    | —    | F    | S    | —    | —    | —    | —    | —    | —    | —    | —    | 1 × S    |

Zeichenerklärung: S = Turniersieg; F, HF, VF, AF = Einzug ins Finale, Halb-, Viertel-, Achtelfinale; 1, 2, 3 = Ausscheiden in der 1., 2., 3. Haupt- / Finalrunde; Q1, Q2, Q3 = Ausscheiden in der 1., 2. 3. Qualifikationsrunde; RR = Round Robin (Gruppenphase); nicht ausgetragen oder andere Kategorie; PO (Playoff), P2 = Auf-/Abstiegsrunde zur Weltgruppe I/II im Davis Cup; W2 = Teilnahme in der Weltgruppe II